# Balla Camara (homme politique)
Pour les articles homonymes, voir Balla Camara et Camara.
Balla Camara est un homme politique guinéen. Il est député de Siguiri entre 2020 et 2021 .

## Parcours politique
Il est le maire de la ville de Kintinian et député de la préfecture de Siguiri entre avril 2020 et le 5 septembre 2021,. Il est membre de la commission environnement, pêche, développement rural et durable de la IXe législative de la république de Guinée,.